# Epopeus
Epopeus (Oudgrieks: Ἐπωπεύς) was, in de Griekse mythologie, een zoon van Poseidon en Canace, een dochter van Aeolus.
Epopeus kwam vanuit Thessalië naar Sicyon, waar hij koning werd nadat de vorige koning Corax overleed zonder wettige erfgenamen. Toen Antiope zwanger werd van Zeus en haar vaderstad Thebe verliet uit vrees voor de woede van haar vader Nycteus, was Epopeus bereid haar onder zijn hoede te nemen en haar zelfs tot zijn vrouw te nemen. 
Dit huwelijk was niet naar de zin van Nycteus, die zijn schoonzoon de oorlog verklaarde. Nycteus sneuvelde in deze strijd, maar zijn broer Lycus wist niet zo lang nadien Epopeus te doden en Antiope terug naar Thebe te voeren, waar zij jarenlang wreed behandeld werd.
De overlevering is echter niet eenduidig of zij nu onder dwang dan wel vrijwillig de vrouw van Epopeus werd. Een sterk afwijkende versie treffen wij aan bij Hyginus. Volgens deze versie was Antiope oorspronkelijk de vrouw van Lycus, en werd zij verleid door Epopeus. Om deze reden werd zij door haar echtgenoot verstoten, en het was pas ná dit feit dat zij zwanger werd van Zeus.
Vóór Epopeus stierf wijdde hij in Sicyon nog een tempel aan de godin Athena. Deze Athenatempel werd volgens Pausanias door blikseminslag vernield, maar het zogenaamde graf van Epopeus bleef tot in de late Oudheid bewaard.